# 粟野村 (福島県)
粟野村（あわのむら）は福島県伊達郡にあった村。現在の伊達市梁川町各町の西部にあたる。

## 地理
- 河川：阿武隈川

## 歴史
- 1889年（明治22年）4月1日 - 町村制の施行により、粟野村、二野袋村、向川原村、柳田村の区域をもって発足。
- 1955年（昭和30年）3月1日 - 梁川町・五十沢村・富野村・山舟生村・白根村・堰本村と合併して梁川町が発足。同日粟野村廃止。
- 2006年（平成18年）1月1日 - 梁川町が伊達町・保原町・霊山町・月舘町と合併して伊達市が発足。

## 交通

### 鉄道路線
- 福島電気鉄道（現・福島交通）
  - 梁川線（1971年廃止）
    - 粟野小学校前駅 - 粟野駅 - 新開駅

## 短編映画（村内共同電化計画）
他の4つの村と共に合併され梁川町（現・伊達市）発足となる前年〔1954年〕、『粟野村』と題された短編映画が製作された《カラー；21分》。
粟野村では太平洋戦争終戦の翌年（1946年）に村内の共同電化計画が持ち上がり、その後、2次にわたって共同電化計画が実行に移された。その結果、戦時中から続いてきた麦・甘藷の栽培だけにとどまらず、果樹栽培や稲作にも乗り出すなど農業の多角化を実現させ、他には畜産業への着手、さらには家事の負担軽減といった生活改善効果も現れた。
この2次にわたる村内共同電化計画の推移を紹介したのが当映画作品であり、製作の3年前（1951年）に実施された電気事業再編によって粟野村を擁する福島県を初めとする東北6県及び新潟県を管轄する電力会社として発足したばかりの東北電力が企画している。
現在当映画は科学映像館のWebサイト上に於いて無料公開されている。